# Grande Prêmio da França
O Grande Prêmio da França foi a primeira corrida de automóveis a adotar a denominação "Grande Prêmio". A edição inaugural do evento realizou-se em 1906, nos arredores de Le Mans.
A primeira edição foi organizada pelo Automóvel Clube da França - ACF, primeira entidade do gênero, em 26-27 de junho de 1906, no circuito de Sarthe, com a participação de 32 veículos. Foram doze voltas no longo traçado (102,976 km), formado por estradas da região de Le Mans. Os carros partiram com 90 segundos de intervalo e o primeiro a sair foi o Lorraine-Dietrich pilotado por Fernand Gabriel.
O dirigente-mor da categoria, o britânico Bernie Ecclestone, já manifestou por diversas vezes seu desejo de que o Grande Prêmio da França seja disputado num circuito de rua, em Paris, o que, segundo suas palavras, o levaria a renovar o contrato com a Federação Francesa de Esporte Automobilístico (FFSA), promotora do GP, "por mais cem anos". Mas a Prefeitura da capital francesa manifestou-se contra a ideia.
O certo é que o retorno do mais antigo Grande Prêmio da história do automobilismo à categoria máxima do esporte a motor depende, principalmente, de um suporte financeiro considerável, que permita não apenas a construção ou adaptação de um circuito, mas a implantação de condições satisfatórias de transporte e hospedagem. Resta saber quem se candidata a arcar com esses gastos, principalmente porque a Crise Econômica ainda produz efeitos negativos na economia francesa.
Recentemente durante o evento na sede do Automobile Club de France, em Paris, dirigentes locais anunciaram que já está tudo certo para o retorno do GP da França ao calendário da Fórmula 1, Fórmula 2, GP3 Series e Porsche Supercup em 2018 e o circuito escolhido foi Paul Ricard.

## Vencedores do GP da França
O fundo rosa indica que a prova não fez parte do Campeonato Mundial de Fórmula 1.
O fundo verde indica que a prova fez parte do Campeonato Mundial de Construtores da AIACR.
O fundo creme indica que a prova fez parte do Campeonato Europeu de Automobilismo, anterior à 2ª Guerra Mundial.

| Ano                                                                  | Piloto                                  | Construtor                              | Local                                   | Resumo                                  |                                         |
| -------------------------------------------------------------------- | --------------------------------------- | --------------------------------------- | --------------------------------------- | --------------------------------------- | --------------------------------------- |
| 1906                                                                 | Ferenc Szisz                            | Renault                                 | Le Mans                                 | Detalhes                                |                                         |
| 1907                                                                 | Felice Nazzaro                          | Fiat                                    | Dieppe                                  | Detalhes                                |                                         |
| 1908                                                                 | Christian Lautenschlager                | Mercedes                                | Dieppe                                  | Detalhes                                |                                         |
| Não realizado entre 1909 e 1911                                      |                                         |                                         |                                         |                                         |                                         |
| 1912                                                                 | Georges Boillot                         | Peugeot                                 | Dieppe                                  | Detalhes                                |                                         |
| 1913                                                                 | Georges Boillot                         | Peugeot                                 | Amiens                                  | Detalhes                                |                                         |
| 1914                                                                 | Christian Lautenschlager                | Mercedes                                | Lyon                                    | Detalhes                                |                                         |
| Não realizado entre 1915 e 1920 por causa da Primeira Guerra Mundial |                                         |                                         |                                         |                                         |                                         |
| 1921                                                                 | Jimmy Murphy                            | Duesenberg                              | Le Mans                                 | Detalhes                                |                                         |
| 1922                                                                 | Felice Nazzaro                          | Fiat                                    | Strasbourg                              | Detalhes                                |                                         |
| 1923                                                                 | Henry Segrave                           | Sunbeam                                 | Tours                                   | Detalhes                                |                                         |
| 1924                                                                 | Giuseppe Campari                        | Alfa Romeo                              | Lyon                                    | Detalhes                                |                                         |
| 1925                                                                 | Robert Benoist Albert Divo              | Delage                                  | Montlhéry                               | Detalhes                                |                                         |
| 1926                                                                 | Jules Goux                              | Bugatti                                 | Miramas                                 | Detalhes                                |                                         |
| 1927                                                                 | Robert Benoist                          | Delage                                  | Montlhéry                               | Detalhes                                |                                         |
| 1928                                                                 | William Grover-Williams                 | Bugatti                                 | St. Gaudens                             | Detalhes                                |                                         |
| 1929                                                                 | William Grover-Williams                 | Bugatti                                 | Le Mans                                 | Detalhes                                |                                         |
| 1930                                                                 | Philippe Etancelin                      | Bugatti                                 | Pau                                     | Detalhes                                |                                         |
| 1931                                                                 | Louis Chiron Achille Varzi              | Bugatti                                 | Montlhéry                               | Detalhes                                |                                         |
| 1932                                                                 | Tazio Nuvolari                          | Alfa Romeo                              | Montlhéry                               | Detalhes                                |                                         |
| 1933                                                                 | Giuseppe Campari                        | Maserati                                | Montlhéry                               | Detalhes                                |                                         |
| 1934                                                                 | Louis Chiron                            | Alfa Romeo                              | Montlhéry                               | Detalhes                                |                                         |
| 1935                                                                 | Rudolf Caracciola                       | Mercedes                                | Montlhéry                               | Detalhes                                |                                         |
| 1936                                                                 | Jean-Pierre Wimille Raymond Sommer      | Bugatti                                 | Montlhéry                               | Detalhes                                |                                         |
| 1937                                                                 | Louis Chiron                            | Talbot                                  | Montlhéry                               | Detalhes                                |                                         |
| 1938                                                                 | Manfred von Brauchitsch                 | Mercedes                                | Reims                                   | Detalhes                                |                                         |
| 1939                                                                 | Hermann Paul Müller                     | Auto Union                              | Reims                                   | Detalhes                                |                                         |
| Não realizado entre 1940 e 1946 por causa da Segunda Guerra Mundial  |                                         |                                         |                                         |                                         |                                         |
| 1947                                                                 | Louis Chiron                            | Talbot-Lago                             | Lyon-Parilly                            | Detalhes                                |                                         |
| 1948                                                                 | Jean-Pierre Wimille                     | Alfa Romeo                              | Reims                                   | Detalhes                                |                                         |
| 1949                                                                 | Louis Chiron                            | Talbot-Lago                             | Reims                                   | Detalhes                                |                                         |
| 1949                                                                 | Charles Pozzi                           | Delahaye                                | St. Gaudens                             | Detalhes                                |                                         |
| 1950                                                                 | Juan Manuel Fangio                      | Alfa Romeo                              | Reims                                   | Detalhes                                |                                         |
| 1951                                                                 | Juan Manuel Fangio                      | Alfa Romeo                              | Reims                                   | Detalhes                                |                                         |
| 1952                                                                 | Alberto Ascari                          | Ferrari                                 | Rouen-Les-Essarts                       | Detalhes                                |                                         |
| 1953                                                                 | Mike Hawthorn                           | Ferrari                                 | Reims                                   | Detalhes                                |                                         |
| 1954                                                                 | Juan Manuel Fangio                      | Mercedes                                | Reims                                   | Detalhes                                |                                         |
| Cancelado após o Desastre de Le Mans em 1955                         |                                         |                                         |                                         |                                         |                                         |
| 1956                                                                 | Peter Collins                           | Ferrari                                 | Reims                                   | Detalhes                                |                                         |
| 1957                                                                 | Juan Manuel Fangio                      | Maserati                                | Rouen-Les-Essarts                       | Detalhes                                |                                         |
| 1958                                                                 | Mike Hawthorn                           | Ferrari                                 | Reims                                   | Detalhes                                |                                         |
| 1959                                                                 | Tony Brooks                             | Ferrari                                 | Reims                                   | Detalhes                                |                                         |
| 1960                                                                 | Jack Brabham                            | Cooper-Climax                           | Reims                                   | Detalhes                                |                                         |
| 1961                                                                 | Giancarlo Baghetti                      | Ferrari                                 | Reims                                   | Detalhes                                |                                         |
| 1962                                                                 | Dan Gurney                              | Porsche                                 | Rouen-Les-Essarts                       | Detalhes                                |                                         |
| 1963                                                                 | Jim Clark                               | Team Lotus-Climax                       | Reims                                   | Detalhes                                |                                         |
| 1964                                                                 | Dan Gurney                              | Brabham-Climax                          | Rouen-Les-Essarts                       | Detalhes                                |                                         |
| 1965                                                                 | Jim Clark                               | Team Lotus-Climax                       | Charade                                 | Detalhes                                |                                         |
| 1966                                                                 | Jack Brabham                            | Brabham-Repco                           | Reims                                   | Detalhes                                |                                         |
| 1967                                                                 | Jack Brabham                            | Brabham-Repco                           | Le Mans                                 | Detalhes                                |                                         |
| 1968                                                                 | Jacky Ickx                              | Ferrari                                 | Rouen-Les-Essarts                       | Detalhes                                |                                         |
| 1969                                                                 | Jackie Stewart                          | Matra-Ford                              | Charade                                 | Detalhes                                |                                         |
| 1970                                                                 | Jochen Rindt                            | Team Lotus-Ford                         | Charade                                 | Detalhes                                |                                         |
| 1971                                                                 | Jackie Stewart                          | Tyrrell-Ford                            | Paul Ricard                             | Detalhes                                |                                         |
| 1972                                                                 | Jackie Stewart                          | Tyrrell-Ford                            | Charade                                 | Detalhes                                |                                         |
| 1973                                                                 | Ronnie Peterson                         | Team Lotus-Ford                         | Paul Ricard                             | Detalhes                                |                                         |
| 1974                                                                 | Ronnie Peterson                         | Team Lotus-Ford                         | Dijon                                   | Detalhes                                |                                         |
| 1975                                                                 | Niki Lauda                              | Ferrari                                 | Paul Ricard                             | Detalhes                                |                                         |
| 1976                                                                 | James Hunt                              | McLaren-Ford                            | Paul Ricard                             | Detalhes                                |                                         |
| 1977                                                                 | Mario Andretti                          | Team Lotus-Ford                         | Dijon                                   | Detalhes                                |                                         |
| 1978                                                                 | Mario Andretti                          | Team Lotus-Ford                         | Paul Ricard                             | Detalhes                                |                                         |
| 1979                                                                 | Jean-Pierre Jabouille                   | Renault                                 | Dijon                                   | Detalhes                                |                                         |
| 1980                                                                 | Alan Jones                              | Williams-Ford                           | Paul Ricard                             | Detalhes                                |                                         |
| 1981                                                                 | Alain Prost                             | Renault                                 | Dijon                                   | Detalhes                                |                                         |
| 1982                                                                 | René Arnoux                             | Renault                                 | Paul Ricard                             | Detalhes                                |                                         |
| 1983                                                                 | Alain Prost                             | Renault                                 | Paul Ricard                             | Detalhes                                |                                         |
| 1984                                                                 | Niki Lauda                              | McLaren-TAG/Porsche                     | Dijon                                   | Detalhes                                |                                         |
| 1985                                                                 | Nelson Piquet                           | Brabham-BMW                             | Paul Ricard                             | Detalhes                                |                                         |
| 1986                                                                 | Nigel Mansell                           | Williams-Honda                          | Paul Ricard                             | Detalhes                                |                                         |
| 1987                                                                 | Nigel Mansell                           | Williams-Honda                          | Paul Ricard                             | Detalhes                                |                                         |
| 1988                                                                 | Alain Prost                             | McLaren-Honda                           | Paul Ricard                             | Detalhes                                |                                         |
| 1989                                                                 | Alain Prost                             | McLaren-Honda                           | Paul Ricard                             | Detalhes                                |                                         |
| 1990                                                                 | Alain Prost                             | Ferrari                                 | Paul Ricard                             | Detalhes                                |                                         |
| 1991                                                                 | Nigel Mansell                           | Williams-Renault                        | Magny Cours                             | Detalhes                                |                                         |
| 1992                                                                 | Nigel Mansell                           | Williams-Renault                        | Magny Cours                             | Detalhes                                |                                         |
| 1993                                                                 | Alain Prost                             | Williams-Renault                        | Magny Cours                             | Detalhes                                |                                         |
| 1994                                                                 | Michael Schumacher                      | Benetton-Ford                           | Magny Cours                             | Detalhes                                |                                         |
| 1995                                                                 | Michael Schumacher                      | Benetton-Renault                        | Magny Cours                             | Detalhes                                |                                         |
| 1996                                                                 | Damon Hill                              | Williams-Renault                        | Magny Cours                             | Detalhes                                |                                         |
| 1997                                                                 | Michael Schumacher                      | Ferrari                                 | Magny Cours                             | Detalhes                                |                                         |
| 1998                                                                 | Michael Schumacher                      | Ferrari                                 | Magny Cours                             | Detalhes                                |                                         |
| 1999                                                                 | Heinz-Harald Frentzen                   | Jordan-Mugen/Honda                      | Magny Cours                             | Detalhes                                |                                         |
| 2000                                                                 | David Coulthard                         | McLaren-Mercedes                        | Magny Cours                             | Detalhes                                |                                         |
| 2001                                                                 | Michael Schumacher                      | Ferrari                                 | Magny Cours                             | Detalhes                                |                                         |
| 2002                                                                 | Michael Schumacher                      | Ferrari                                 | Magny Cours                             | Detalhes                                |                                         |
| 2003                                                                 | Ralf Schumacher                         | Williams-BMW                            | Magny Cours                             | Detalhes                                |                                         |
| 2004                                                                 | Michael Schumacher                      | Ferrari                                 | Magny Cours                             | Detalhes                                |                                         |
| 2005                                                                 | Fernando Alonso                         | Renault                                 | Magny Cours                             | Detalhes                                |                                         |
| 2006                                                                 | Michael Schumacher                      | Ferrari                                 | Magny Cours                             | Detalhes                                |                                         |
| 2007                                                                 | Kimi Raikkonen                          | Ferrari                                 | Magny Cours                             | Detalhes                                |                                         |
| 2008                                                                 | Felipe Massa                            | Ferrari                                 | Magny Cours                             | Detalhes                                |                                         |
| Não realizado entre 2009 e 2017                                      |                                         |                                         |                                         |                                         |                                         |
| 2018                                                                 | Lewis Hamilton                          | Mercedes                                | Paul Ricard                             | Detalhes                                |                                         |
| 2019                                                                 | Lewis Hamilton                          | Mercedes                                | Paul Ricard                             | Detalhes                                |                                         |
| 2020                                                                 | Cancelado devido à Pandemia de COVID-19 | Cancelado devido à Pandemia de COVID-19 | Cancelado devido à Pandemia de COVID-19 | Cancelado devido à Pandemia de COVID-19 | Cancelado devido à Pandemia de COVID-19 |
| 2021                                                                 | Max Verstappen                          | Red Bull Racing-Honda                   | Paul Ricard                             | Detalhes                                |                                         |
| 2022                                                                 | Max Verstappen                          | Red Bull Racing-Powertrains             | Paul Ricard                             | Detalhes                                |                                         |
| Fontes:                                                              |                                         |                                         |                                         |                                         |                                         |

### Vitórias por piloto
| Total | Piloto                | Vitórias                                       |
| ----- | --------------------- | ---------------------------------------------- |
| 8     | Michael Schumacher    | 1994, 1995, 1997, 1998, 2001, 2002, 2004, 2006 |
| 6     | Alain Prost           | 1981, 1983, 1988, 1989, 1990, 1993             |
| 4     | Juan Manuel Fangio    | 1950, 1951, 1954, 1957                         |
| 4     | Nigel Mansell         | 1986, 1987, 1991, 1992                         |
| 3     | Alberto Ascari        | 1960, 1966, 1967                               |
| 3     | Jackie Stewart        | 1969, 1971, 1972                               |
| 2     | Mike Hawthorn         | 1953, 1958                                     |
| 2     | Dan Gurney            | 1962, 1964                                     |
| 2     | Jim Clark             | 1963, 1965                                     |
| 2     | Ronnie Peterson       | 1973, 1974                                     |
| 2     | Mario Andretti        | 1977, 1978                                     |
| 2     | Niki Lauda            | 1975, 1984                                     |
| 2     | Lewis Hamilton        | 2018, 2019                                     |
| 2     | Max Verstappen        | 2021, 2022                                     |
| 1     | Alberto Ascari        | 1952                                           |
| 1     | Peter Collins         | 1956                                           |
| 1     | Tony Brooks           | 1959                                           |
| 1     | Giancarlo Baghetti    | 1961                                           |
| 1     | Jacky Ickx            | 1968                                           |
| 1     | Jochen Rindt          | 1970                                           |
| 1     | James Hunt            | 1976                                           |
| 1     | Jean-Pierre Jabouille | 1979                                           |
| 1     | Alan Jones            | 1980                                           |
| 1     | René Arnoux           | 1982                                           |
| 1     | Nelson Piquet         | 1985                                           |
| 1     | Damon Hill            | 1996                                           |
| 1     | Heinz-Harald Frentzen | 1999                                           |
| 1     | David Couthard        | 2000                                           |
| 1     | Ralf Schumacher       | 2003                                           |
| 1     | Fernando Alonso       | 2005                                           |
| 1     | Kimi Raikkonen        | 2007                                           |
| 1     | Felipe Massa          | 2008                                           |

### Vitórias por equipe
| Total | Equipe          | Vitórias                                                                                             |
| ----- | --------------- | --- |
| 17    | Ferrari         | 1952, 1953, 1956, 1958, 1959, 1961, 1968, 1975, 1990, 1997, 1998, 2001, 2002, 2004, 2006, 2007, 2008 |
| 8     | Williams        | 1980, 1986, 1987, 1991, 1992, 1993, 1996, 2003                                                       |
| 7     | Team Lotus      | 1963, 1965, 1970, 1973, 1974, 1977, 1978                                                             |
| 5     | McLaren         | 1976, 1984, 1988, 1989, 2000                                                                         |
| 5     | Renault         | 1979, 1981, 1982, 1983, 2005                                                                         |
| 4     | Brabham         | 1964, 1966, 1967, 1985                                                                               |
| 3     | Mercedes        | 1954, 2018, 2019                                                                                     |
| 2     | Alfa Romeo      | 1950, 1951                                                                                           |
| 2     | Tyrrell         | 1971, 1972                                                                                           |
| 2     | Benetton        | 1994, 1995                                                                                           |
| 2     | Red Bull Racing | 2021. 2022                                                                                           |
| 1     | Maserati        | 1957                                                                                                 |
| 1     | Cooper          | 1960                                                                                                 |
| 1     | Porsche         | 1962                                                                                                 |
| 1     | Matra           | 1969                                                                                                 |
| 1     | Jordan          | 1999                                                                                                 |

### Vitórias por país
| Total | País           | Vitórias                                                                                                   |
| ----- | -------------- | --- |
| 18    | Reino Unido    | 1953, 1956, 1958, 1959, 1963, 1965, 1969, 1971, 1972, 1976, 1986, 1987, 1991, 1992, 1996, 2000, 2018, 2019 |
| 10    | Alemanha       | 1994, 1995, 1997, 1998, 1999, 2001, 2002, 2003, 2004, 2006                                                 |
| 8     | França         | 1979, 1981, 1982, 1983, 1988, 1989, 1990, 1993                                                             |
| 4     | Argentina      | 1950, 1951, 1954, 1957                                                                                     |
| 4     | Estados Unidos | 1962, 1964, 1977, 1978                                                                                     |
| 4     | Austrália      | 1960, 1966, 1967, 1980                                                                                     |
| 3     | Áustria        | 1970, 1975, 1984                                                                                           |
| 2     | Itália         | 1952, 1961                                                                                                 |
| 2     | Suécia         | 1973, 1974                                                                                                 |
| 2     | Brasil         | 1985, 2008                                                                                                 |
| 2     | Países Baixos  | 2021, 2022                                                                                                 |
| 1     | Bélgica        | 1968 |
| 1     | Espanha        | 2005 |
| 1     | Finlândia      | 2007 |

↑1  Contabilizados somente os resultados válidos pelo mundial de F1

### Recordes de pista
|                       |                    |                     |          |          |      |
| Magny Cours           | País/Piloto        | Chassi/Motor        | Tempo    | Extensão | Ano  |
| Pole position         | Fernando Alonso    | Renault             | 1:13.698 | 4.411 km | 2004 |
| Melhor volta na prova | Michael Schumacher | Ferrari             | 1:15.377 | 4.411 km | 2004 |
|                       |                    |                     |          |          |      |
| Paul Ricard           | País/Piloto        | Chassi/Motor        | Tempo    | Extensão | Ano  |
| Pole position         | Nigel Mansell      | Ferrari             | 1:04.402 | 3.813 km | 1990 |
| Melhor volta na prova | Nigel Mansell      | Ferrari             | 1:08.012 | 3.813 km | 1990 |
|                       |                    |                     |          |          |      |
| Dijon-Prenois         | País/Piloto        | Chassi/Motor        | Tempo    | Extensão | Ano  |
| Pole position         | Patrick Tambay     | Reanult             | 1:02.200 | 3.887 km | 1984 |
| Melhor volta na prova | Alain Prost        | McLaren-TAG/Porsche | 1:05.257 | 3.887 km | 1984 |
|                       |                    |                     |          |          |      |
| Charade               | País/Piloto        | Chassi/Motor        | Tempo    | Extensão | Ano  |
| Pole position         | Chris Amon         | Matra               | 2:53.4   | 8.055 km | 1972 |
| Melhor volta na prova | Chris Amon         | Matra               | 2:53.9   | 8.055 km | 1972 |
|                       |                    |                     |          |          |      |
| Rouen-Les-Essarts     | País/Piloto        | Chassi/Motor        | Tempo    | Extensão | Ano  |
| Pole position         | Jochen Rindt       | Brabham-Repco       | 1:56.1   | 6.542 km | 1968 |
| Melhor volta na prova | Jack Brabham       | Brabham-Climax      | 2:11.4   | 6.542 km | 1964 |
|                       |                    |                     |          |          |      |
| Le Mans               | País/Piloto        | Chassi/Motor        | Tempo    | Extensão | Ano  |
| Pole position         | Graham Hill        | Team Lotus-Ford     | 1:36.2   | 4.422 km | 1967 |
| Melhor volta na prova | Graham Hill        | Team Lotus-Ford     | 1:36.7   | 4.422 km | 1967 |
| Reims                 | País/Piloto        | Chassi/Motor        | Tempo    | Extensão | Ano  |
| Pole position         | Lorenzo Bandini    | Ferrari             | 2:07.8   | 8.302 km | 1966 |
| Melhor volta na prova | Lorenzo Bandini    | Ferrari             | 2:11.3   | 8.302 km | 1966 |